# 張碩煥
張 碩煥（ハングル:장석환、チャン・ソクファン、1991年11月27日 - ）は、ラグビーユニオンの選手。2023-24シーズンまで、ジャパンラグビーリーグワンコベルコ神戸スティーラーズに所属した。

## プロフィール
- 韓国清州出身。
- ポジションはロック(LO)。
- 身長 193 cm、体重 116 kg
- ニックネームはチャン。
- 韓国代表に選ばれたことがある[1]。
- 7人制韓国代表にも選ばれたことがある[2]。

## 来歴
高校からラグビーを始めた。
忠北高校、延世大学、尚武を経て、2016年、神戸製鋼コベルコスティーラーズ(現・コベルコ神戸製鋼スティーラーズ)に加入。同年8月23日に行われたジャパンラグビートップリーグ第1節の宗像サニックスブルース戦に先発出場で日本での公式戦初出場を果たした。
2024年5月、コベルコ神戸スティーラーズを退団。